# Fatty
Fatty es un equipo de béisbol perteneciente a la Liga Ecuatoriana de Béisbol y cuya sede es el Estadio Yeyo Úraga de Guayaquil.

## Historia
A mediados de 1968 decide formar un equipo para las ligas menores, que en esos días funcionaba en el Parque Forestal (terrenos del actual Centro Cívico), pero con un auspicio de tipo personal, y decide que el nombre que llevaría el equipo sea el de su apelativo de toda la vida: FATTY.
Es entonces que la organización de Fatty encarga a un estrecho colaborador y dirigente del béisbol porteño, Antonio Ubilla Norero. Apareciendo de esta manera su equipo en las ligas infantiles.

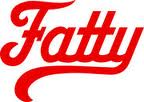
Escudo del club Fatty.

## Antecedentes
En su calidad de Gerente de una prestigiosa institución bancaria como el Banco La Previsora, don David Miranda Franco se caracterizó por su apoyo al deporte en todas sus manifestaciones, así auspició eventos de fútbol, básquetbol y principalmente el béisbol, con promociones en torneos locales, y propulsó la masificación de éste a nivel nacional.
Para el efecto, en el año 1967 e inicios de 1968, se efectuaron 14 giras en diversas ciudades del país, en las cuales se realizaba un juego entre dos novenas juveniles, y se explicaban los reglamentos de la pelota chica.
Esta labor hizo que David Miranda fuera merecedor de muchos reconocimientos y preseas, por parte del periodismo y dirigencia deportiva del Ecuador.
Es importante resaltar que en algunas giras, David Miranda se animó a acompañar a la delegación de beisbolistas, dando un real ejemplo de su amor al deporte.

## Palmarés

### Torneos regionales
- Campeón del Campeonato Forestal (1): 1969.
- Campeón del Campeonato Yeyo Uraga(1): 1971.
- Campeón del Campeonato Liga Miraflores(2): 1976, 1977.
- Campeón del Torneo Oficial de la Kennedy(2): 1993, 1996.
- Campeón del Torneo de Novatas de Softbol(2): 1998, 1999.
- Campeón del Campeonato Liga Miraflores(2): 1998, 1999.
- Campeón del Torneo Absoluto de Softbol(2): 1998, 1999.
- Campeón del Torneo 24 Horas de Softbol(1): 1999.
- Campeón del Béisbol de Segunda Categoría(2): 1999, 2000.
- Campeón del Torneo Interbarrial(2): 2000, 2000.
- Campeón del Torneo Recreativo Mayores de 40 (1): 2007.
- Campeón del Mañana Deportiva Club Oriente (3): 2008,2008,2008.
- Campeón del Campeonato Federativo Femenino (1): 2008.

### Torneos nacionales
- Campeón del Torneo Oficial de Béisbol(5): 1996, 1997, 1998, 1999, 2008.
- Campeón del Festival Olímpico de Cuenca(1): 2007.

### Torneos internacionales
- Campeón del III Torneo Internacional de Béisbol (1): 2007.

### Hockey
- Vicecampeón del Campeonato Federativo de Hockey (1): 2008.

- Datos: Q5856692